# Sansevieria fischeri
Sansevieria fischeri ist eine Pflanzenart aus der Gattung Sansevieria in der Familie der Spargelgewächse (Asparagaceae). Das Artepitheton ehrt den deutschen Mediziner und Naturforscher Gustav Adolf Fischer, der in Kenia und Tansania drei Jahre Pflanzen sammelte und danach an Schwarzfieber starb.

## Beschreibung
Sansevieria fischeri wächst stammlos als ausdauernde,  sukkulente Pflanze mit bis zu 4,5 Zentimeter starken Rhizomen. Die einzelnen und zum größten Teil aufrecht stehenden Laubblätter sind zylindrisch geformt. Sie haben vier bis sechs Längsfurchen. Die einfache Blattspreite ist 45 bis 240 Zentimeter lang. Sie verschmälert sich nach oben bis nahe zur Spitze leicht in eine kräftige, kurze, weißliche Spreitenspitze. Die Blätter sind matt gräulich grün oder auch bläulich grün, jung heller grün mit blassgrünen Querbändern. Die Blattoberfläche ist leicht rau.
Die einfach kopfigen Blütenstände sind bis zu 10 Zentimeter hoch mit unterirdischem Stiel. Die Rispen sind dicht mit Blüten pro Büschel besetzt. Das Tragblatt ist zugespitzt, 3 bis 5 Millimeter lang und 3 Millimeter breit. Der Blütenstiel ist bis zu 1,3 Zentimeter lang. Die Blütenhüllblätter sind weißlich, manchmal violett getönt. Die Blütenröhre ist 2 bis 5 Zentimeter lang. Die Zipfel sind 5 bis 10 Millimeter, weiß mit einer äußeren violetten Nervatur.

## Verbreitung
Sansevieria fischeri ist in Äthiopien, Kenia, Somalia und Tansania auf sandigen Böden am Rand von Dickichten und im dichten Busch in 260 bis 900 Meter Höhe verbreitet.

## Taxonomie
Die Erstbeschreibung als Buphane fischeri erfolgte 1898 durch John Gilbert Baker. Wessel Marais stellte die Art 1986 zu Sansevieria. Ein weiteres Synonym für Sansevieria fischeri (Baker) Marais ist Sansevieria singularis N.E.Br. (1911).

## Nachweise